# Ino (Euripide)
Ino (Ἰνώ) è una tragedia perduta composta da Euripide nel V secolo a.C., presumibilmente tra il 455 e il 425 a.C..

## Conservazione
Circa una ventina di frammenti della tragedia sono sopravvissuti per tradizione indiretta. Nel 2022 è stato rinvenuto un papiro a Filadelfia, nell'Oasi del Fayyum, contenenti 98 versi da Ino e Poliido, di cui solo ventidue già noti Il frammento, datato al III secolo d.C. e considerato uno dei più importanti testi euripidei scoperti, è stato identificato grazie al lavoro degli studiosi Yvona Trnka-Amrhein e John Gibert, col supporto dell'archeologo Basem Gehad. Recuperato all'interno della tomba di un bambino, è stato analizzato utilizzando il Thesaurus Linguae Graecae, un database digitale di testi greci antichi.

## Trama
Nelle Fabulae, Igino riporta la trama della tragedia euripidea.:
Mandò qualcuno a riportarla a casa e la nascose quando arrivò. 
Temisto scoprì che era stata trovata, ma non conosceva la sua identità. Concepì il desiderio di uccidere i figli di Ino e fece di Ino stessa, che credeva prigioniera, una confidente del piano, dicendole di coprire i suoi figli con vesti bianche, ma quelle di Ino con quelle nere. 
Ino coprì le sue con vesti bianche e quelle di Temisto con quelle scure; poi Temisto uccise per errore i suoi figli. Quando lo scoprì, si uccise. 
Inoltre, Atamante, durante una battuta di caccia, in un impeto di follia uccise il figlio maggiore Learco; ma Ino con il più giovane, Melicerte, si gettò in mare e fu trasformata in una dea.»
(trad. A. D'Andria)
Un papiro, pubblicato nel 2012, riporta proprio un brano dell'esodo, con quest'ultimo episodio: infatti, dopo la fine di un canto corale, alcuni servi trasportano il corpo di Learco e Atamante (rinsavito) e Ino intonano il lamento funebre.
Perché questi uomini sono venuti. . .

in alto lo sfortunato . . .

di Cadmo. . .

portare a casa del padrone.

ATAMANTE: Ponetelo con delicatezza davanti alla casa, presenti,

un peso piccolo per te, ma doloroso per me.

Spogliatelo, mostratelo alla luce. . .

così da non sfuggire all'attenzione indossando le vesti. . .

INO (canta): . . . anima . . .

. . .

. . . terribile, o miserabile

. . . infelice
»
(trad. A. D'Andria)
La morte di Melicerte, quindi, costituisce un incidente separato e non, come in molti altri resoconti del mito, parte di una reazione istantanea di Ino alla notizia della morte di Learco, motivata dal timore che ciò accadesse se il marito, ancora folle, potrebbe aver ucciso l'altro figlio. Separando questi eventi Euripide dà ad Atamante, e in particolare a Ino, l'opportunità di piangere la morte di Learco; la sua fine ha quindi un impatto sugli spettatori a pieno titolo, prima di essere succeduto dall'ulteriore tragedia di Ino e Melicerte.
Un nuovo frammento di papiro rinvenuto nel 2022, riferito, invece, alla prima parte della tragedia, suggerisce che nella versione euripidea del mito la protagonista sia rappresentata in modo complesso e nobilitante: Ino è rappresentata come una vittima, mentre un'altra donna, Temisto, compie l'omicidio e si suicida. In questa nuova versione, Ino è presentata come un'eroina positiva, guidata da amore e equilibrio, offrendo un ritratto più profondo del personaggio.